# Spanische Tanne Wittenstraße 1

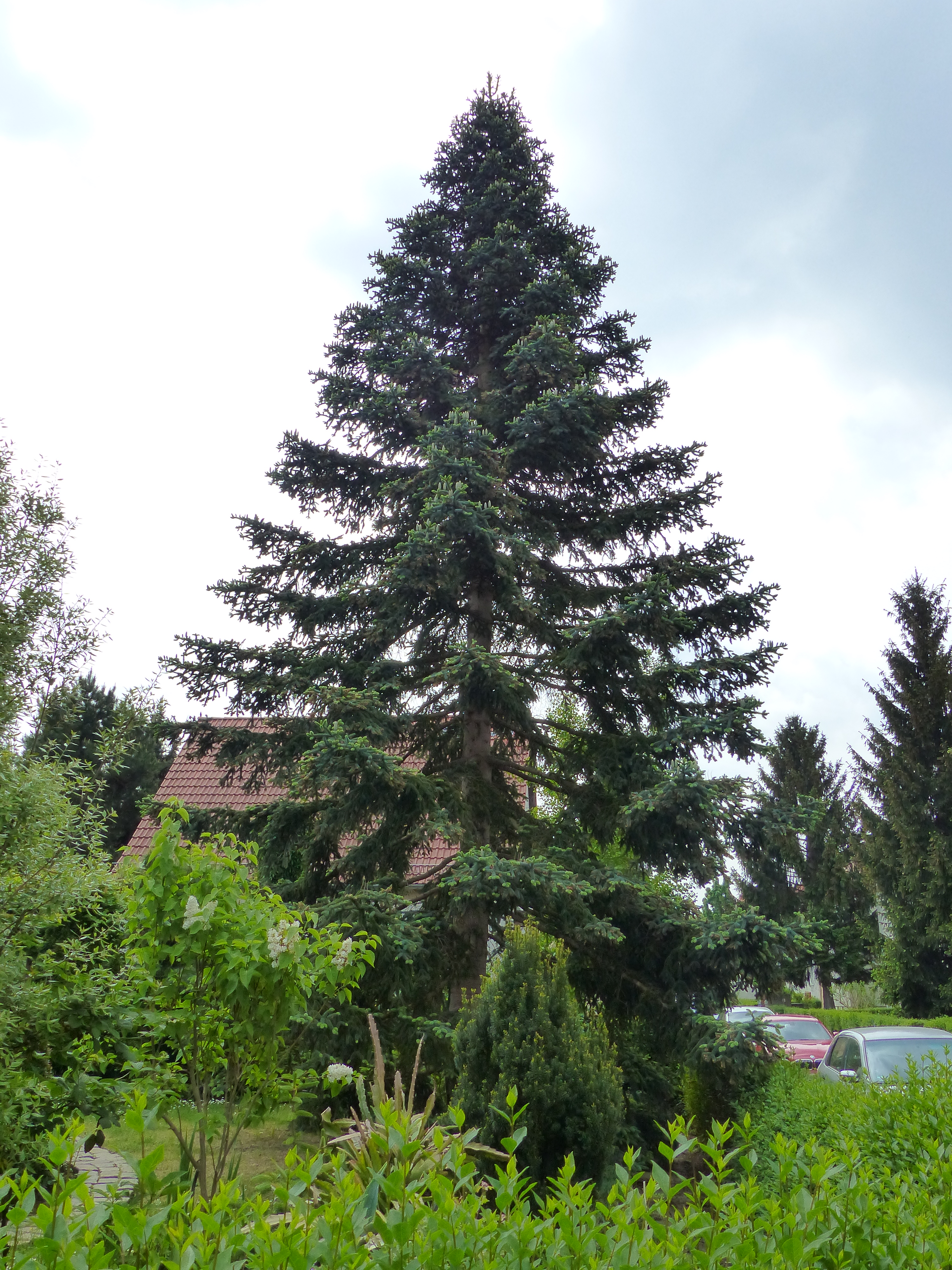
Spanische Tanne, Mai 2015
Foto: Dr. Bernd Gross

Die Spanische Tanne Wittenstraße 1 ist ein als Einzelbaum ausgewiesenes Naturdenkmal (ND 142) im Dresdner Stadtteil Leubnitz-Neuostra. Der Baum, eine Spanische Tanne (Abies pinsapo) mit 13 Metern Höhe (Stand: 2012), ist „überdurchschnittlich wertvoll, da er als Art in dieser Größe, Schönheit und Vitalität im Großraum Dresden äußerst selten und nach dem Kenntnisstand der Stadtverwaltung und eines ortskundigen Experten praktisch einmalig ist.“

## Geographie
Der Baum steht in Leubnitz an der Wittenstraße Ecke Feuerbachstraße, mittig im Vorgarten des Grundstücks Nr. 1 zur Wittenstraße.

## Geschichte

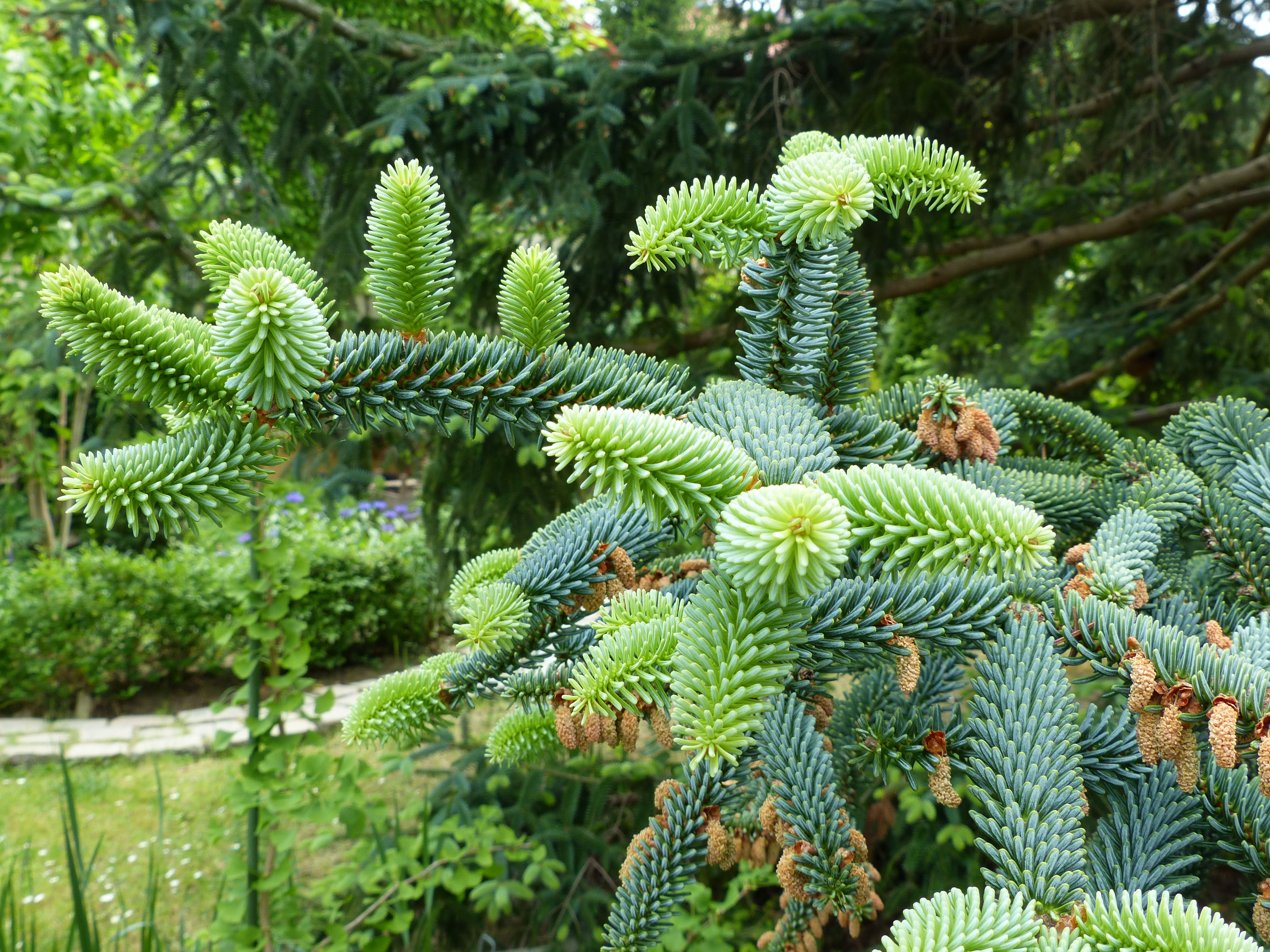
Detail: Maigrün

Der Baum wurde in der zweiten Hälfte des 20. Jahrhunderts gepflanzt. Der anfangs mickrige Baum entfaltete nach einigen Jahren seine Schönheit. In den frühen Jahren wurde er viel gegossen, bis das Wurzelwerk derart ausgeprägt war, dass auf das Gießen verzichtet werden konnte.
Im Jahr 2012 beabsichtigte die Landeshauptstadt Dresden als untere Naturschutzbehörde die Unterschutzstellung von „39 besonders wertvolle[n] Bäume[n] an 29 Standorten“, darunter im Dresdner Süden diese Tanne, der Birnbaum Friebelstraße, die Schwarz-Pappel am Lockwitzbach und die Eibe Hohe Straße 125. Die Festsetzung als Naturdenkmal erfolgte im Januar 2015 mittels einer Verordnung.
Der Schutzbereich rings um den Baum erstreckt sich unter der gesamten Krone zuzüglich fünf Metern, mindestens jedoch acht Meter von der Mitte des Stamms.